# Halve Maen (Schiff, 1608)

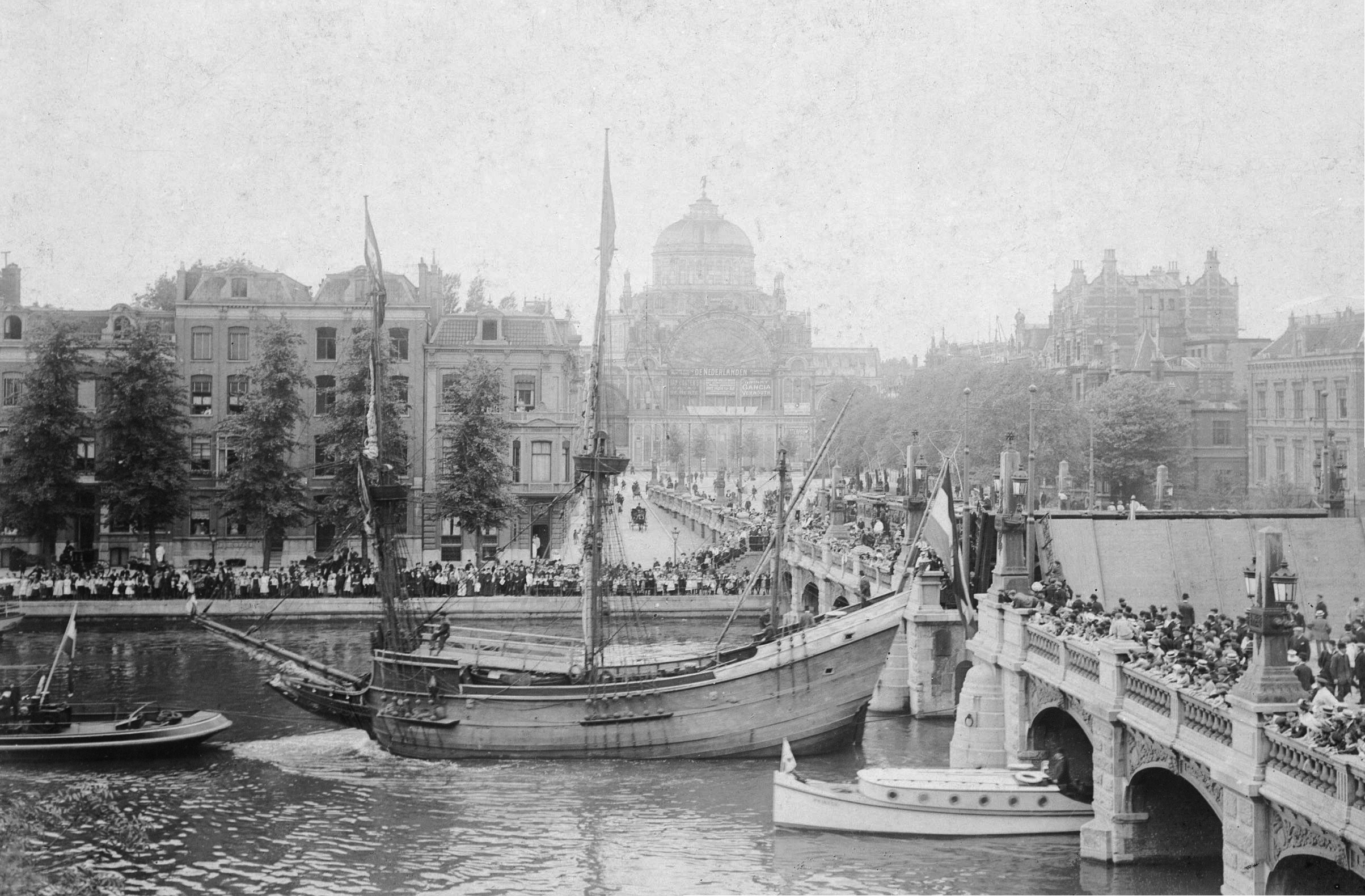
Vom historischen Fahrzeug scheinen sich keine zeitgenössischen Darstellungen erhalten zu haben, dafür vom ersten Nachbau umso mehr.

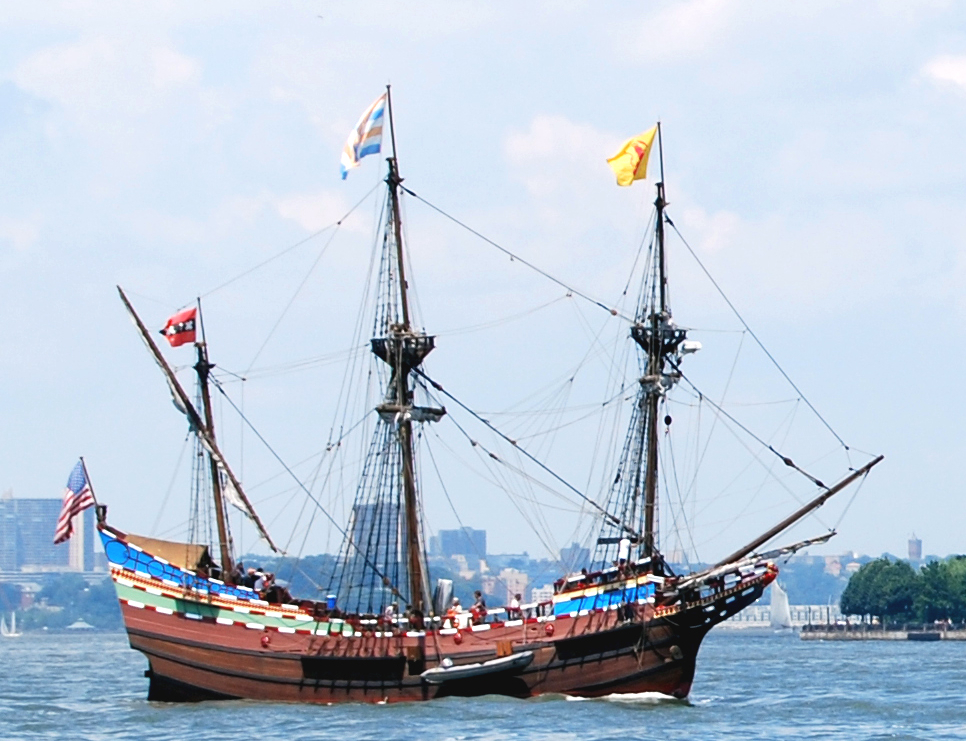
Replik der Halve Maen, 2009.

Die Halve Maen (zu deutsch Halbmond) war ein 1608 für die „Kamer Amsterdam“ in Amsterdam erbautes, damals als Jagt klassifiziertes dreimastiges Segelschiff der niederländischen Vereinigten Ostindischen Companie mit einer Tragfähigkeit von etwa 30 Lasten. Sie führte an Fock- und Großmast je zwei Rahsegel und am Besanmast ein Lateinersegel. Bewaffnet war das Schiff mit vier kleineren Kanonen, die im Zwischendeck zwischen Großmast und Back aufgestellt waren. Das Ruder wurde von dem leicht überhöhten Achterdeck aus geführt. Die Besatzung betrug vermutlich um die 20 Mann. Genauere Schiffsdaten sind nicht überliefert.
Im Auftrag der Ostindischen Companie stach sie am 6. April 1609 von den Niederlanden aus unter dem Kommando des Engländers Henry Hudson zur Erforschung der nordwestlichen Passage zum Pazifik in See. Nach einer schweren Sturmfahrt in Eis und Schnee am Nordkap erreichte die Expedition schließlich die Neufundlandbank und das heutige Kanada. Vom Kap Sable folgte Hudson der ostamerikanischen Küste südwärts bis zum Delaware River, weiter an Manhattan und Long Island vorbei. Im Sommer 1609 segelte Hudson auf dem nach ihm benannten Hudson River bis zum heutigen Albany. Da Hudson auf diesem Wege keine Passage zum Pazifik entdecken konnte, kehrte er in die Niederlande zurück.
Die Ostindische Companie schickte die Halve Maen im Jahr 1611 von Amsterdam ins damalige Ostindien (heute Indonesien). Dort diente sie auch bei Angriffen auf Handelsposten der Konkurrenz, so 1613 auf Solor. 1618 wurde die Halve Maen in einem Gefecht mit englischen Schiffen vor Jakarta in Brand geschossen und ging verloren.
Zu 300. Jahrestag der Forschungsfahrt Hudsons wurde 1909 in den Niederlanden nach Bauplänen ähnlicher, zeitgenössischer Schiffe ein Nachbau der Halve Maen angefertigt. Das auf den Namen Halve Maen II getaufte Schiff wurde als Decksladung von Amsterdam nach New York verschifft und fuhr dann mit 18 Mann Besatzung unter eigenen Segeln auf dem Hudson River. Dieser Nachbau verbrannte 1934.
1989 wurde ein weiterer Nachbau gestartet. Dieser konnte dann am 400. Jahrestag der Befahrung des Hudson Rivers teilnehmen. Die als Half Moon benannte Replik befuhr zu verschiedenen Anlässen das Revier des Hudson und deren Umgebung und hatte ihren Stützpunkt im „New Netherland Museum“ in New York. Seit 30. Mai 2015 war diese Replik für fünf Jahre leihweise dem Westfries Museum in Hoorn überlassen, wo sie etwa 100.000 Besucher empfing. 2020 lief der Vertrag aus und das Museumsschiff lag bis April 2023 in Volendam. Seit April 2023 liegt die Halve Maen in dem alten Hafen von Enkhuizen.